# Afrixalus lindholmi
Afrixalus lindholmi är en groddjursart som först beskrevs av Andersson 1907.  Afrixalus lindholmi ingår i släktet Afrixalus och familjen gräsgrodor. IUCN kategoriserar arten globalt som otillräckligt studerad. Inga underarter finns listade i Catalogue of Life.